# Корни неба (фильм)
«Родоначальники Небес» (англ. The Roots of Heaven) — приключенческая мелодрама 1958 года. Экранизация одноименного романа Ромена Гари, удостоенного в 1956 году Гонкуровской премии.
Когда съёмки велись в Африке, у многих членов съёмочной группы из-за жары и антисанитарии начались серьёзные проблемы со здоровьем. У Жюльетт Греко развилось редкое заболевание крови. Эдди Альберт и другие слегли с солнечным ударом, некоторые заболели малярией. Уже после возвращения в Париж были госпитализированы Эррол Флинн и продюсер картины Дэррил Ф. Занук.

## Сюжет
Действие фильма разворачивается в Форт-Лами, городе во Французской Экваториальной Африке. Идеалист Морель одержим идеей спасения популяции африканских слонов от полного исчезновения. Морелю помогают влюбленная в него Минна, владелица единственного ночного клуба в городе, и отставной майор-англичанин Форсайт.

## В ролях
- Эррол Флинн — Форсайт
- Жюльетт Греко — Минна
- Тревор Говард — Морель
- Эдди Альберт — Эйб Филдс
- Орсон Уэллс — Сай Седжвик
- Пол Лукас — Сен-Дени
- Герберт Лом — Орсини